# Резолюция 144 на Съвета за сигурност на ООН
Резолюция 144 на Съвета за сигурност на ООН е приета на 19 юли 1960 г. по повод кризата в отношенията между Куба и Съединените американски щати.
След като изслушва оплакването на министъра на външните работи на Куба, с Резолюция 144 Съветът за сигурност изразява дълбокото си безпокойство от напрежението, възникнало в отношенията между Куба и Съединените щати, и напомня на страните, че според Хартата на ООН членовете на организацията са длъжни да уреждат отношенията си чрез преговори или други мирни средства, така че да не поставят под заплаха международния мир и сигурността. Отчитайки, че възникналата ситуация е обект на разисквания в Организацията на американските държави, Съветът за сигурност решава да замрази дебатите по въпроса, докато не получи официален доклад от Организацията на американските държави, и предлага на държавите - членки на тази организация, да съдействат активно за мирното разрешаване на проблема в съответствие с положенията и принципите, заложени в Хартата на ООН. Освен това резолюция 144 предлага на всички останали държави да се въздържат от действия и заемане на позиции, които биха допринесли до усилване на съществуващото между Куба и Съединените щати напрежение.
Резолюция 144 е приета с мнозинство от 9 гласа „за“ и при двама „въздържали се“ – Полша и Съветския съюз.